# Jean-Pierre de Lassus Saint-Geniès
Pour l’article homonyme, voir Jean-Pierre de Lassus.
Pour les autres membres de la famille, voir Famille de Lassus.
Jean-Pierre de Lassus Saint-Geniès, né le 2 décembre 1914 dans le 8e arrondissement de Paris et mort à Castelmaurou dans la Haute-Garonne le 21 juillet 2010, est un général de corps d'armée français, résistant dans les FFI.

## Biographie

### Jeunes années
Il est le fils de Jean Gaston Charles de Lassus Saint-Geniès, tué au front, à Berny-en-Santerre (Somme), mort pour la France le 14 octobre 1916.
Jean-Pierre de Lassus Saint-Geniès fait ses études d'officier à Saint-Cyr.

### Débuts de la Seconde Guerre mondiale
Officier de l'armée française, il est fait prisonnier près de Nancy le 25 juin 1940 ; il s'évade d'Allemagne en mars 1941 et rejoint l'armée d'armistice.

### Résistance
L'un des camps des maquis de l'Ain et du Haut-Jura, le « camp du Pré-Carré » était situé à Hotonnes (au nord du bourg). Ce camp créé par Jean-Pierre de Lassus a compté jusqu'à cinquante hommes.
Jean-Pierre de Lassus (dit Legrand) témoigne ainsi de l'activité du Pré-Carré :
« Au printemps de 1943, le maquis bien armé que j'avais constitué dépendait des forces de l'armée secrète, dont, dans ce département, le colonel Romans était le chef et mon camarade de promotion de Saint-Cyr; Girousse, l'adjoint. Le 11 novembre 1943 je participais, à la tête de mes maquisards, au défilé militaire d'Oyonnax. La ville avait été isolée téléphoniquement du reste du département. Le colonel Romans et les autorités régionales déposaient une gerbe au monument aux morts : « Les vainqueurs de demain à ceux de 14-18 », pendant que 120 maquisards, en tenue impeccable, rendaient les honneurs. »
En décembre 1943, il est adjoint du chef FFI de Savoie, puis rejoint en février 1944 les FFI de la Drôme dont il est nommé chef départemental en juin 1944.
Il libère Valence le 31 août 1944. Il est grièvement blessé le 7 avril 1945, lors de l'attaque du mont Froid. Il est alors soigné et sauvé par le professeur Robert Debré avec une dose de pénicilline provenant des services de santé américains.

### Après guerre
Après la Seconde Guerre mondiale, il fait la guerre d'Indochine, puis celle d'Algérie où il commande le secteur de Cherchell en 1960-1961.
Nommé général, il commande l'École spéciale militaire de Saint-Cyr et les Écoles militaires de Coëtquidan (1967-1969).
Il est finalement nommé commandant en chef des forces françaises en Allemagne.

## Décorations
Le général de Lassus est récipiendaire des décorations suivantes (liste non exhaustive) :
- Grand officier de la Légion d'honneur[Quand ?] ;
- Grand-croix de l'ordre national du Mérite[Quand ?] ;
- Croix de guerre 1939–1945 ;
- Médaille de la Résistance française avec rosette (décret du 3 août 1946)[5] ;
- Médaille des évadés.

## Vie privée
Il épouse Nicole de La Bourdonnaye (1922-2003) le 23 octobre 1942 avec laquelle il a neuf enfants.